# Đặt cược sinh mạng
Đặt cược sinh mạng, hay còn dịch là Trò chơi Quillan, là cuốn chuyện thứ bảy trong bộ chuyện Pendragon của tác giả D. J. MacHale, những diễn biến xảy ra trên cuốn truyện này diễn biến tiếp theo của cuốn Những dòng sông Zadaa. Nó được xuất bản ngày 16 tháng 5 năm 2006 trên Canada và Hoa Kỳ và 2010 ở Việt Nam.

## Cốt truyện khái quát
Giống như những cuốn Pendragon khác, cốt truyện của Đặt cược sinh mạng có hai phần: một là cuộc phiêu lưu trong nhật ký của Bobby trên lãnh địa Quillan và hai là cuộc sống của Mark và Courtney trên Trái Đất Thứ Hai phải đấu lại tên ác quỷ Saint Dane.

### Cuộc phiêu lưu của Bobby
Câu chuyện bắt đầu khi Bobby đến Quillan qua ống dẫn. Bobby ở trong một kho hàng khổng lồ và bị những con nhện khổng lồ tấn công. Sau một hồi bị đuổi bắt, cậu đã cắt đuôi được những con nhện và giết được một con. Cậu khám phá ra được những con nhện thật ra là robot và cũng là những con quig trên Quillan.
Sau khi thoát ra được khỏi kho hàng, cậu khám phá ra được lãnh địa này có những trò chơi điện tử rất mê hoặc và hấp dẫn. Chẳng mấy chốc cậu phát hện ra những trò chơi này gần giống như cờ bạc nhưng chỉ có khác là những người chơi ở đây có thể đặc cược sinh mạng của mình. Những người thua cuộc nếu không có tiền sẽ bị giết hoặc làm khổ công tới chết. Sau đó cậu bị một người lạ mặt đeo cho mình một cái vòng bạc, cái vòng là cái máy để phát hiện ra tung tích người đeo nếu cần thiết, nhưng cậu không thể tháo nó ra. Khi cậu bước ra phố, cậu thấy cái gì nhìn cũng nhợn nhạt và buồn tẻ, thành phố này gọi là Rune. Cậu để ý một thứ là chữ Blok, xuất hiện khắp mọi nơi. Sau đó, cậu vô tình thấy được một sự tình cờ, một cô gái lái xe đã cứu thoát một người khi bị bọn robot cảnh sát, gọi là dado, đuổi bắt. Rồi một người cao tuổi xuất hiện cứu thoát cô. Họ nắm lấy bả vai trái như một ký hiệu gì đó.
Chẳng mấy chốc sau đó, cậu nhìn lên những màn hình khổng lồ trong thành phố để xem những cuộc tỉ thí giữa các đấu thủ. Một trong những đấu thủ đã thua và bị giết. Đấu thủ đó có đeo nhẫn của lữ khách, sau này cậu tìm ra lữ khách bị giết đến từ Ibara. Sau đó, cậu bị bọn dado bắt và phát hiện ra chính cài vòng bạc đã hại cậu. Cậu được giải tới một lâu đài sang trọng. Bobby được đón tiếp nồng hậu bởi hai chị em ruột LaBerge và Veego, rất nhí nhảnh. Cậu nhận ra rằng cậu chính là một đấu thủ một cách tình cờ mà cậu không thể hiểu được. Những đấu thủ khác cũng như cậu bị bắt để chơi những trò chơi tàn bạo dã man. Cậu vô tình gặp được một cô gái trẻ trung tên là Nevva, cô là lữ khách của Quillan.
Sau nhiều tuần bị kẹt ở lâu đài đó, cuối cùng cậu lén gặp được Nevva và biết được thêm nhiều chuyện. Từ chuyện làm sao mà Quillan đã trở thành tồi tệ đến ngày hôm nay. Blok là tên của một công ty nắm mọi quyền tối cao trên Quillan do thao túng quyền lực dần dần từ xa xưa. Họ tạo ra những trò chơi và buộc người dân phải đặc cược vì nếu không thì không ai sẽ có thức ăn. Thắng thì sống đời vương giả còn thua thì sẽ chết nhưng làm sao mà thắng mãi được. Tên quỷ Saint cũng đã giả dạng làm một trong những ban quản trị trong Blok, tên là Kayto. Sau đó, Saint cố tình gặp cậu và nói nếu cậu tham gia đại hội X thì hắn sẽ tiết lộ một bí mật lớn về lữ khách cho cậu nhưng cậu không tin tên Saint và từ chối. Rồi vài ngày sau, cậu bị một nhóm người lạ bắt cóc. Họ là người của nhóm gọi là Phục Hưng. Những người muốn nổi lên chống lại bọn Blok và lấy lại quyền tự do cho người dân Quillan.
Cậu khám phá ra được ông hoàng Pop thật ra là một kho tàng chứa tất cả những thông tin về Quillan từ thuở khai sinh lập địa. Họ cầu xin cậu tham dự đại hội X, vì nếu cậu thắng, cậu ra sẽ là biểu tượng cho phong trào Phục Hưng. Sau khi về tới lâu đài, cậu nói với hai chị em LaBerge và Veego là cậu sẽ tham dự đại hội X. Người sẽ đấu với cậu là đối thủ áo xanh, người đã giết lữ khác đến từ Ibara, tên Rumundi. Cậu còn vô tình tìm ra sự thật về hai chị em sáng tạo ra những trò chơi LaBerge và Veego, họ thật ra đến từ lãnh địa Veelox và đã bị tên Saint dụ dỗ.
Sau khi cậu chiến thắng, cậu đã lấy được lòng dân và mọi người đã đều nổi dậy chống lại bọn Blok. Saint và Nevva đến gặp cậu và đã nói cho cậu một sự thật đau lòng. Nevva đã theo phe tên Saint từ lâu. Bắt đầu từ bây giờ cậu phải đối đầu với hai lữ khách. Họ cũng đã phá hủy ông hoàng Pop, niềm hy vọng duy nhất của dân Quillan. Trước khi chạy đi mất tên Saint đã tiết lộ cho Bobby một cái gì đó gọi là Hội Tụ, một đều rất quan trọng sẽ xảy ra ảnh hưởng toàn Halla. Nevva nói cô dự tính sẽ đến Ibara để thay thế lữ khách bị giết ở đó. Sau đó, phong trào Phục Hưng nhanh chóng bị dập tắt và thất bại hoàn toàn.
Thế là lãnh địa Quillan phải quay trở lại cảnh tồi tàn như xưa. Thủ lĩnh của phong trào Phục Hưng bị bắt và buộc phải làm đấu thủ và chơi những trò chơi mang tính hung bạo. Trước khi đi theo đuôi tên Saint đến Ibara cậu quyết định ghé qua Trái Đất thứ hai. Trước khi đi qua ống dẫn cậu gặp một bà cụ già cậu đã gặp trước đó tên là Elli Winter, bà là mẹ của Nevva. Bà nói với cậu là bà sẽ thay thế con gái bà làm lữ khách của Quillan và sẽ giúp cậu đánh bại tên Saint.

### Cuộc sống của Mark và Courtney
Sau khi bị Courtney vượt qua tai nạn tông xe, do tên Saint giả dạng làm Whitney Wilcox hãm hại. Mark hiện giờ là bạn với tên chuyên bắt nạt bạn bè Andy Mitchell, bỗng nhiên trở thành bạn tốt khác thường. Hai bọn chúng đều nghiên cứu khoa học và phá mình ra được cái hộp nhỏ có thể biến hóa thành đủ thứ hình dạng. Trong khi Courtney trải qua những ngày đầu tại trường thì Mark chuẩn bị đến Orlando, Florida để tham dự cuộc thi phát minh. Nhưng vì tiệm của tên Andy bị gặp vấn đề nên Mark phải đi chuyến bay sau bố mẹ cậu. Sau đó, Courtney phát hiện ra chiếc máy bay chở bố mẹ Mark bị biến mất khi bay qua đại dương một cách kì lạ. Courtney cũng phát hiện Mark đã cùng với Andy đi đến một lãnh địa nào khác. Andy đến gặp cô và lộ nguyên hình tên quỷ Saint. Thì ra tên Andy là Saint giả dạng từ nhiều năm này. Cô cũng bị hắn lợi dụng làm sợi dây liên kết để hắn có thể làm bạn thân với Mark. Sau đó, cô phát hiện ra nhiều hiện tượng lạ như những cỗ máy hiện đại chưa bao giờ cô được biết hay thấy. Cùng lúc đó cô gặp được Bobby. Họ nói chuyện và bàn thảo một hồi và quyết định đến Trái Đất Thứ Ba để tìm xem chuyện gì đã xảy ra.